# Стус Володимир Іванович
Володимир Іванович Стус (нар. 21 травня 1934, місто Баку, тепер Азербайджанська Республіка) — радянський військовий діяч, начальник військ Червонопрапорного Західного прикордонного округу КДБ СРСР. Депутат Верховної Ради УРСР 11-го скликання (з 1986 року). Народний депутат України 1-го скликання. Член ЦК КПУ в 1986—1991 роках.

## Біографія
Народився в родині прикордонника.
У 1951—1953 роках — курсант Московського прикордонного училища МВС СРСР. У 1953—1955 роках — курсант Махачкалинського прикордонного училища МВС СРСР.
У 1955—1956 роках — командир взводу 346-го окремого шляхобудівного батальйону у селищі Большая Іжора Ленінградської області. У 1956—1959 роках — контролер контрольно-пропускного пункту «Батумі» 37-го прикордонного загону КДБ СРСР.
Член КПРС з 1958 року.
У 1959—1962 роках — курсовий офіцер, викладач Московського прикордонного училища КДБ СРСР.
У 1962—1965 роках — слухач Військової академії імені Фрунзе.
У 1965—1966 роках — начальник бойової підготовки 129-го прикордонного загону Східного прикордонного округу у місті Пржевальськ Киргизької РСР.
У 1966—1967 роках — викладач тактики Московського прикордонного училища КДБ СРСР. У 1967—1971 роках — офіцер штабу Головного управління прикордонних військ КДБ СРСР.
У 1971—1975 роках — начальник штабу, заступник начальника, начальник 44-го прикордонного загону Закавказького прикордонного округу КДБ СРСР.
У 1975—1977 роках — слухач Військової академії Генерального штабу Збройних Сил СРСР імені Ворошилова.
У 1977—1981 роках — заступник начальника військ — начальник штабу військ Забайкальського прикордонного округу КДБ СРСР.
У 1981—1982 роках — заступник начальника штабу — начальник оперативного управління прикордонних військ КДБ СРСР.
У червні 1982 — червні 1985 року — начальник військ Далекосхідного прикордонного округу КДБ СРСР.
У червні 1985 — серпні 1990 року — начальник військ Червонопрапорного Західного прикордонного округу КДБ СРСР.
З 1991 року — у відставці. Пенсіонер в місті Києві.

## Звання
- генерал-лейтенант (1987)

## Нагороди
- орден Богдана Хмельницького 3-го ст. (.02.2004)
- орден Трудового Червоного Прапора
- орден Червоної Зірки
- 15 медалей